# Chlorpropham
 Chlorpropham ist eine chemische Verbindung aus der Gruppe der Carbamate. Es wirkt als Herbizid und war der in Deutschland am häufigsten eingesetzte Wachstumsregulator (Keimhemmer).

## Geschichte
Chlorpropham wurde 1962 in den USA zum ersten Mal registriert und 1987 eine Studie über die Substanz veröffentlicht. In der EU folgte die Registrierung im Oktober 1996. Die Zulassung in der EU wurde 2019 nicht verlängert.

## Eigenschaften
Chlorpropham zersetzt sich langsam im alkalischen oder sauren Medien und ist chemisch instabil bei erhöhter Temperatur. Die Wirkung bei Pflanzen beruht auf der Zerstörung der Teilungsspindel als Mitosehemmer.

## Wirkungen

### Mensch
Chlorpropham ist für den Menschen gesundheitsschädlich und möglicherweise krebserzeugend (Kategorie H351).
- Symptome: Irritationen der Haut, Augen und der Atmungsorgane.[9]
- Beobachtete Nebenwirkungen: Depressionen, Anfälle, Bewegungsstörungen, Nervenschäden, Verdauungsstörungen mit Übelkeit, Erbrechen und Durchfall.[9]

### Wasser
- Amphibien und Würmer: Moderat giftig
- Fische und Zooplankton: Schwach giftig

Chlorpropham wird in Wasser nur langsam abgebaut. Bei pH 4, 7 und 9 sowie bei 40 °C, war 90 % des Stoffes in einer Lösung nach 32 Tagen bei Dunkelheit noch vorhanden.

### Boden
Chlorpropham wird im Erdboden nur mit moderater Geschwindigkeit abgebaut. Es wurden Halbwertszeiten von 65 Tagen bei 15 °C und 30 Tagen bei 29 °C beobachtet. Chlorpropham besitzt ein gewisses Potential, das Grundwasser zu kontaminieren, weil es wasserlöslich ist und nur schlecht von Erdpartikeln absorbiert wird. Auf der anderen Seite wird Chlorpropham stark von organischer Materie absorbiert, so dass es unwahrscheinlich ist, dass der Stoff Erdboden mit hohem Anteil organischer Materie durchdringen kann.

## Einsatzgebiete und Zulassungsstatus
Chlorpropham war ein im Rahmen der Rückstands-Höchstmengenverordnung in Deutschland zugelassener Keimungshemmer für die Behandlung von Kartoffeln zum Zwecke der Haltbarmachung nach der Ernte. Es bestand Kennzeichnungspflicht, der Stoff musste aber nicht namentlich genannt werden.
Chlorpropham (CIPC) durfte bei konventionell angebauten Kartoffeln als Keimhemmungsmittel eingesetzt werden. Die Zulassung lief zum 31. Juli 2019 aus. Jedoch durfte es bis 31. Januar 2020 verkauft und bis 8. Oktober 2020 aufgebraucht werden. Danach war es entsorgungspflichtig. Kartoffel-Läger mussten nach der letzten Anwendung gereinigt werden.
In dem Fall muss in Deutschland ein Hinweis „Nach der Ernte behandelt“, entweder auf der Verpackung oder bei loser Ware beim Preisschild angebracht sein. Der zulässige Rückstandshöchstwert bei Kartoffeln ist 500 mal höher als bei Getreide. Da der Wirkstoff auch in das Innere der Kartoffeln dringt, ist er auch in geschälten und in frittierten Kartoffelprodukten nachweisbar.
Entgegen landläufiger Meinung reicht es folglich nicht aus, behandelte Kartoffeln zu waschen oder zu schälen, um die Substanz zu entfernen. Bio-Kartoffeln (kbA) dürfen nicht mit Chlorpropham behandelt werden.
| Kultur                                                 | festgesetzte Höchstmenge (mg/kg) |
| ------------------------------------------------------ | -------------------------------- |
| Ölsaaten                                               | 0,1                              |
| Tee (Camellia sinensis)                                | 0,1                              |
| Hopfen                                                 | 0,1                              |
| Getreide                                               | 0,02                             |
| andere pflanzliche Lebensmittel ausgenommen Kartoffeln | 0,05                             |
| Kartoffeln                                             | 10                               |

Die Europäische Behörde für Lebensmittelsicherheit (EFSA) gibt in ihrem Peer-Review zu Chlorpropham eine akute Referenzdosis von 0,5 mg/kg Körpergewicht an.
Der Verkauf ist in der Schweiz seit dem 15. August 2020 verboten, bestehende Lagerbestände durften noch bis zum 30. September 2020 verwendet werden.